# Władimir Balcar
Władimir Wiaczesławowicz Balcar (Balcer), ros. Владимир Вячеславович Бальцар (Бальцер) (ur. 5 października?/17 października 1887, zm. 12 lipca 1954) – rosyjski wojskowy (pułkownik), emigracyjny działacz wojskowy, dowódca 5 Kompanii Szkoleniowej II Batalionu 2 Pułku, 9 Kompanii III Batalionu 5 Pułku, a następnie III Batalionu 5 Pułku Rosyjskiego Korpusu Ochronnego podczas II wojny światowej.

## Życiorys
W 1907 r. ukończył Czugujewską Szkołę Wojskową. Służył w 182 Grochowskim Pułku Piechoty. W 1909 r. awansował do stopnia podporucznika.  Od 1913 r. uczył się w Nikołajewskiej Akademii Wojskowej, ale z powodu wybuchu I wojny światowej powrócił do macierzystego pułku. W 1916 r. mianowano go kapitanem. Objął funkcję adiutanta w sztabie 154 Dywizji Piechoty. W 1917 r. ukończył kurs w nikołajewskiej akademii wojskowej, po czym odkomenderowano go do Sztabu Generalnego. Pod koniec 1917 r. wstąpił do nowo formowanej Armii Ochotniczej. Doszedł do stopnia pułkownika. W połowie listopada 1920 r. wraz z wojskami Białych został ewakuowany z Krymu do Gallipoli. Na emigracji zamieszkał w Królestwie SHS. Wykładał na wyższych kursach wojskowo-naukowych w Belgradzie. Po zajęciu Jugosławii przez wojska niemieckie w kwietniu 1941 r., wstąpił do nowo formowanego Rosyjskiego Korpusu Ochronnego. W 1944 r. objął dowództwo 5 Kompanii Szkoleniowej II Batalionu 2 Pułku. Od końca października tego roku w stopniu kapitana dowodził 9 Kompanią III Batalionu 5 Pułku, zaś od grudnia III Batalionem Pułku. W połowie kwietnia 1945 r. został szefem jednego z oddziałów sztabu Korpusu. Po zakończeniu wojny wyemigrował do Argentyny. W 1949 r. stanął na czele Związku Św. Błogosławionego Księcia Aleksandra Newskiego.